# Lepidium zambiensis
Lepidium zambiensis är en korsblommig växtart som först beskrevs av Bengt Edvard Jonsell, och fick sitt nu gällande namn av Al-shehbaz. Lepidium zambiensis ingår i släktet krassingar, och familjen korsblommiga växter. Inga underarter finns listade i Catalogue of Life.